# 特爾弗鎮區 (北達科他州伯利縣)
特爾弗鎮區（英語：Telfer Township）是位於美國北達科他州伯利縣的一個鎮區。

## 地方資料
特爾弗鎮區的面積為93.44平方千米，當中陸地面積為93.28平方千米，而水域面積為0.16平方千米。根據2010年美國人口普查的數據，當地共有人口74人，而人口密度為每平方千米0.79人。